# Jessie Mann
Jessie Mann, nata Janet Mann (Perth, 20 gennaio 1805 – Edimburgo, 21 aprile 1867), è stata una fotografa scozzese.
È stata l'assistente dell'atelier dei pionieri scozzesi David Octavius Hill e Robert Adamson. Può essere pertanto considerata la prima donna fotografa scozzese ed una delle prime donne fotografe al mondo.

## Biografia
Figlia di Alexander, un imbianchino, aveva quattro sorelle ed un fratello. Dopo la morte del padre, nel 1839, con le sorelle non sposate si trasferì ad Edimburgo nella casa del fratello che divenne poi avvocato di David Octavius Hill. Quando il fratello prese moglie, lei trasferì la propria residenza che si trovava molto vicino allo studio fotografico "Rock House" di Hill e Adamson, di cui divenne in breve assistente probabilmente lavorando all'elaborazione fotografica e alla stampa.
Dei due, Hill era un pittore ormai affermato, mentre l'esperto fotografo che utilizzava le prime tecniche era Adamson. Mann fu assunta principalmente perché avevano dato incarico allo studio di fotografare i 450 prelati della Chiesa di Scozia che avevano aderito allo scisma del 1843 per fondare la "Libera Chiesa di Scozia".
Mann ha lavorato presso lo studio per tre anni fino alla morte di Adamson avvenuta nel 1848 dopodiché è diventata una governante della scuola a Musselburgh. 
La stampa presente nella Scottish National Portrait Gallery che ritrae il re Federico II di Sassonia, eseguita nel 1844 presso lo studio, mentre Hill e Adamson erano assenti, si suppone che sia stata scattata da Mann. La curatrice della Tate, Carol Jacobi, afferma che, "[sapendo] come si imposta una fotografia, quindi è una vera pioniera".
La morte avvenne per un ictus ad Edimburgo nel 1867.
Jessie Mann è stata inclusa nella mostra alla Tate dal titolo Painting with Light: Art and Photography from the Preraphaelites to the Modern Age del 2016.